# Умершие в ноябре 1997 года
Это список известных людей, соответствующих установленным критериям значимости (см. Википедия:Критерии значимости персоналий), умерших в ноябре 1997 года.
Причина смерти указывается лишь в исключительных случаях (убийство, самоубийство, гибель в результате военных действий, смертная казнь, ДТП или несчастные случаи). В остальных случаях — не указывается.
- 1 ноября — Фёдор Кочергин — младший сержант Советской Армии, участник Великой Отечественной войны, Герой Советского Союза.
- 1 ноября — Владимир Ткаченко (80) — Полный кавалер ордена Славы.
- 3 ноября — Александр Заморзаев-Орлеанский (70) — советский математик и кристаллограф.
- 3 ноября — Георгий Антадзе (77) — советский футболист, нападающий, полузащитник. Заслуженный мастер спорта.
- 3 ноября — Владимир Гуляев (73) — советский киноактёр, Заслуженный артист РСФСР (1976).
- 3 ноября — Ашот Навасардян (47) — армянский национальный и политический деятель. Основатель Республиканской партии Армении.
- 4 ноября — Хамзя Янаев (73) — участник Великой Отечественной войны, полный кавалер ордена Славы.
- 5 ноября — Джеймс Роберт Бейкер (50) — американский писатель и сценарист; самоубийство.
- 5 ноября — Исайя Берлин (88) — английский философ.
- 5 ноября — Дебби Линден (36) — британская фотомодель и актриса; передозировка героина.
- 6 ноября — Херман Бергинк (73) — канадский карильонер и органист.
- 6 ноября — Валентин Дуклер (89) — советский киноактёр, заслуженный артист Украинской ССР.
- 6 ноября — Йозеф Пипер (93) — немецкий католический философ-неотомист.
- 7 ноября — Анатолий Калачёв (77) — участник Великой Отечественной войны, Герой Советского Союза.
- 8 ноября — Василий Жуков (79) — участник Великой Отечественной войны, Герой Советского Союза.
- 8 ноября — Фёдор Медвидь (54) — советский футболист и украинский тренер.
- 8 ноября — Анатолий Пиневич (76) — советский певец, солист Московского театра оперетты.
- 9 ноября — Григорий Полющенков (85) —советский партийный деятель, первый секретарь Чистопольского горкома КПСС, Герой Социалистического Труда.
- 11 ноября — Виктор Пархоменко (92) — советский военачальник.
- 12 ноября — Дмитрий Бибиков (81) — участник Великой Отечественной войны, Герой Советского Союза.
- 12 ноября — Нина Русакова (82) — единственная женщина — заслуженный лётчик-испытатель СССР, полковник.
- 13 ноября — Владимир Батяй (72) — советский скульптор.
- 13 ноября — Дитрих Ломан (54) — немецкий кинооператор; лейкемия.
- 13 ноября — Мария Миронова (86) — советская актриса, народная артистка СССР (1991), мать Андрея Миронова.
- 14 ноября — Альба де Сеспедес-и-Бертини (86) — итальянская писательница.
- 15 ноября — Николай Андреев (77) — российский лингвист, профессор, доктор наук.
- 15 ноября — Владимир Венгеров (77) — советский режиссёр и сценарист игрового кино.
- 15 ноября — Валентина Ковель (74) — советская и российская актриса театра и кино, Народная артистка СССР.
- 17 ноября — Ричард Самнер Коуэн (76) — американский и австралийский ботаник и библиограф.
- 17 ноября — Ольга Кусенко (78) — советская украинская актриса кино и театра.
- 17 ноября — Евгений Рубан (56) — белорусский шахматист, мастер спорта СССР.
- 18 ноября — Константин Кульчицкий (75) — украинский ученый.
- 18 ноября — Ксения Минина (56) — советская актриса.
- 18 ноября — Фредрик Хорн (81) — норвежский футболист и горнолыжник.
- 19 ноября — Виктор Алексеевский (72) — полный кавалер Ордена Славы.
- 20 ноября — Сергей Булычев (81) — генерал-майор Советской Армии, участник Великой Отечественной войны, Герой Советского Союза.
- 20 ноября — Николай Никовский (79) — полковник Советской Армии, участник подавления Венгерского восстания 1956 года, Герой Советского Союза.
- 20 ноября — Николас Риккарди (86) — уругвайский футболист.
- 21 ноября — Александр Нейфах (71) — российский учёный, биохимик, доктор биологических наук, профессор.
- 21 ноября — Джек Пёрвис (60) — британский актёр кино и телевидения.
- 22 ноября — Николай Павленко (77) — участник Великой Отечественной войны, командир эскадрильи 91-го гвардейского штурмового авиационного полка 4-й гвардейской штурмовой авиационной дивизии 5-го штурмового авиационного корпуса 5-й воздушной армии 2-го Украинского фронта, гвардии старший лейтенант. Герой Советского Союза.
- 22 ноября — Рабдаев, Гасарун Лубсанович (65) - советский хозяйственный, государственный и политический деятель, Герой Социалистического Труда.
- 22 ноября — Майк Хатчинс (37) — певец, лидер группы INXS; самоубийство.
- 23 ноября — Энгельберт Кёниг (78) — австрийский футболист, нападающий.
- 23 ноября — Григорий Ляхивский (72) — полный кавалер Ордена Славы.
- 23 ноября — Олег Хомутов (63) — парашютист-испытатель, Герой Советского Союза.
- 24 ноября — Барбара (67) — французская певица, поэтесса, автор песен.
- 24 ноября — Андрей Фёдоров (91) — русский советский филолог.
- 25 ноября — Хастингса Камузу банда (99) — первый президент Малави.
- 25 ноября — Вилмош Иванчо (58) — венгерский волейболист.
- 25 ноября — Георгий Павлов (73) — Герой Советского Союза.
- 26 ноября — Иван Давыдов (75) — Герой Социалистического Труда.
- 26 ноября — Фёдор Садчиков (75) — Герой Советского Союза.
- 27 ноября — Елизавета Никищихина (56) — советская, российская актриса театра и кино, Заслуженная артистка РСФСР.
- 27 ноября — Юлий Хмельницкий (92) — актёр и театральный режиссёр, народный артист России; прославился как режиссёр фильма «Мистер Икс» по одноимённой оперетте Имре Кальмана.
- 28 ноября — Томас Эвенсон (87) — британский легкоатлет.
- 29 ноября — Юсиф Керимов (71) — советский азербайджанский инженер, министр энергетики Азербайджанской ССР (1968—1980).
- 30 ноября — Кэти Акер (50) — американская постмодернистская и феминистская писательница, драматург и эссеист, открытая лесбиянка; рак.